# B12 (banda)
B12 son un dúo británico de música electrónica formado por Mike Golding y Steve Rutter. Comenzaron su carrera en la primera mitad de los años 90 bajo diferentes nombres artísticos como Musicology, Redcell y Cmetric. En sus inicios era frecuente confundir su procedencia y pensar que eran originarios de Detroit, al tener un sonido similar al de la llamada "segunda ola" de detroit techno. A esto contribuyó el estilo de sus primeros discos publicados en su propio sello discográfico, B12, con ediciones limitadas en vinilo coloreado con mensajes crípticos en los bordes y etiquetas. También ayudó el hecho de que Golding y Rutter se mantenían alejados de los medios y raramente concedían entrevistas.
Actualmente están considerados como uno de los grupos más importantes e influyentes de música electrónica inglesa de los años 90, cuyo sonido oscila entre el ambient, el techno y la IDM. La estética de sus temas y discos tiene un hilo conductor permanente que tiene que ver con la ciencia ficción.

## Discografía
| Título                                                   | Formato       | Sello                     | Catálogo  | Año  |
| -------------------------------------------------------- | ------------- | ------------------------- | --------- | ---- |
| Musicology (grabado como Musicology)                     | EP            | B12 Records               | B1201     | 1991 |
| Space Age EP (grabado como 2001)                         | EP            | B12 Records               | B1202     | 1991 |
| Outlook (grabado como Musicology)                        | EP            | B12 Records               | B1204     | 1992 |
| Redcell (grabado como Redcell)                           | EP            | B12 Records               | B1205     | 1992 |
| Hall of Mirrors (grabado como Musicology)                | EP            | B12 Records               | B1206     | 1992 |
| Retreat From Unpleasant Realities (grabado como Redcell) | EP            | B12 Records               | B1207     | 1992 |
| Interim Outerim (grabado como Redcell)                   | EP            | B12 Records               | B1208     | 1993 |
| Electro-Soma                                             | Álbum         | Warp Records              | WARPCD09  | 1993 |
| Prelude                                                  | Recopilatorio | B12 Records               | B1209     | 1993 |
| Cmetric (grabado como Cmetric)                           | EP            | B12 Records               | B1210     | 1994 |
| untitled (grabado como Redcell)                          | EP            | B12 Records / ART Records | B1214.1   | 1995 |
| untitled (grabado como Redcell)                          | EP            | B12 Records / ART Records | B1214.2   | 1995 |
| Time Tourist                                             | Álbum         | Warp Records              | WARPCD37  | 1996 |
| 3EP                                                      | EP            | Warp Records              | WAP102    | 1998 |
| Practopia EP (grabado como Redcell)                      | EP            | B12 Records               | B1215     | 2007 |
| Slope EP                                                 | EP            | B12 Records               | B1216     | 2007 |
| Last Days of Silence                                     | Álbum         | B12 Records               | B1219     | 2008 |
| Bokide 325                                               | EP            | Soma Records              | SOMA432   | 2015 |
| Orbiting Souls                                           | EP            | Delsin Records            | 113DSR    | 2015 |
| Transient Life                                           | EP            | De:Tuned                  | ASG/DE009 | 2016 |
| All Abandon All                                          | EP            | Central Processing Unit   | 00100100  | 2016 |
| Broken UnBroken                                          | EP            | FireScope Records         | FS001     | 2016 |
| Deceased Unknown                                         | EP            | FireScope Records         | FS002     | 2016 |
| Electro-Soma II                                          | Álbum         | Warp Records              | WARP LP9X | 2017 |